# Silk Road
Silk Road (em português, 'Rota da Seda') foi um mercado operante através da Darknet que utilizava a rede Tor para assegurar o anonimato de compradores e vendedores no comércio de produtos ilícitos, particularmente drogas.
O site foi lançado em fevereiro de 2011. Os compradores podiam registrar-se na Silk Road de graça, mas o vendedor devia adquirir novas contas por meio de leilões para supostamente mitigar a possibilidade de indivíduos mal-intencionados distribuírem mercadorias danificadas .
A partir de 2012, as vendas anuais eram estimadas em 22 milhões de dólares norte-americanos.
Em outubro de 2013, o FBI fechou o site e prendeu Ross William Ulbricht, acusando-o de ser "Dread Pirate Roberts" ou DPR, o proprietário do site. Em 6 de novembro de 2013, foi lançado o site Silk Road 2.0, por antigos administradores do Silk Road. Este também foi fechado, e o seu suposto operador foi preso em 6 de novembro de 2014, no âmbito da chamada "Operação Onymous", uma operação policial internacional contra os mercados darknet e outros serviços ocultos operantes na rede tor.
Ulbricht foi condenado à uma dupla prisão perpétua mais 40 anos, sem possibilidade de liberdade condicional.Em janeiro de 2025, Donald Trump, concedeu-lhe Indulto presidencial.

## História

### Operações
O Silk Road foi fundada em fevereiro de 2011. O nome "Rota da Seda" vem de uma rede histórica de rotas comerciais iniciadas durante a dinastia Han (206 AC - 220 DC) entre a Europa, Índia, China e muitos outros países da região afro-eurasiana. O Silk Road foi fundado e operado por um individuo conhecido pelo pseudônimo "Dread Pirate Roberts" (em homenagem ao personagem fictício de The Princess Bride), que era conhecido por defender os ideais libertários e criticar a regulamentação. Dois outros indivíduos, conhecidos como Variety Jones e Smedley, também estavam intimamente envolvidos no crescimento e sucesso do site.
Em junho de 2011, Gawker publicou um artigo sobre o site que levou ao "burburinho da Internet" e um aumento no tráfego do website. Uma vez que o site era conhecido publicamente, o senador dos EUA, Charles Schumer, pediu que as autoridades policiais federais o fechassem, incluindo a Drug Enforcement Administration (DEA) e o Departamento de Justiça.
Em maio de 2013, o Silk Road foi desativado por um curto período de tempo por um ataque contínuo de DDoS. Em 23 de junho de 2013, foi relatado pela primeira vez que a DEA apreendeu 11,02 bitcoins, equivalente a um total de US $ 814, que a mídia suspeitou ser o resultado de um ataque de honeypot do Silk Road. O FBI alegou que o endereço IP real do servidor do Silk Road foi encontrado através de dados vazados diretamente do CAPTCHA do site e foi localizado em Reykjavík, na Islândia.
Henry Farrell, professor associado de ciência política e assuntos internacionais da Universidade George Washington, analisou o Silk Road em um ensaio para a Aeon em 2015. Ele observou que Ulbricht criou o mercado para operar sem a supervisão do governo, mas achou difícil verificar anonimamente as transações. Para sustentar um fluxo constante de receita, ele começou a aumentar a supervisão para garantir baixos custos de transação. Para isso, ele acrescentou medidas para garantir confiabilidade com a implementação de um sistema automatizado de pagamento de garantia e sistema de revisão automatizado.

## Recepção
O site Gawker publicou um artigo detalhado sobre o Silk Road.[carece de fontes?] A National Public Radio referiu-se ao local como a "Amazon.com de drogas ilícitas"; The Economist descreveu-o da mesma forma, em um artigo sobre o Bitcoin, como "uma espécie de eBay para drogas escondido em um canto escuro da web conhecido como Tor.
Depois desta atenção, o tráfego para o site aumentou drasticamente e o Bitcoin teve um aumento equivalente.
O local também foi utilizado durante a audiência de marcação  para o Stop Online Piracy Act de 2011 como um exemplo da evolução de alguns sites de redes distribuídas e sistemas informáticos que pelo projeto não são bloqueáveis por filtragem de nome de domínio, como proposto na SOPA.

## Aspectos legais

### Austrália
A Polícia Federal Australiana declarou que "qualquer um envolvido em atividades ilegais através de mercados on-line tais como o Silk Road...nem sempre permanecem anônimos e quando capturados, eles serão processados", em um comunicado de imprensa.

### Estados Unidos
Em reação ao artigo do Gawker, os senadores dos EUA Charles Schumer e Joe Manchin enviaram uma carta ao Procurador Geral dos EUA, Eric Holder, e à administradora da DEA, Michele Leonhart, insistindo para que a agência fechasse o mercado online.
Em uma conferência de imprensa, Schumer descreveu Silk Road como segue:"É uma loja completa  de drogas ilegais que representa a tentativa mais descarada de vender drogas online que já vi. É anos-luz mais descarado do que qualquer outra coisa."
Posteriormente, os administradores do Silk Road postaram nos fóruns do site a seguinte declaração:
"A sorte foi lançada e agora vamos ver como eles vão se virar (?). Vamos intensificar os esforços para combater os ataques e fazer o site tão resistente quanto possível, o que significa que  não poderemos responder às mensagens por algum tempo. Tenho certeza de que esta notícia vai assustar  alguns desavisados, mas devemos vencer a luta, uma nova era vai nascer. Mesmo se perdermos, o gênio já saiu da garrafa, e eles estão travando uma batalha perdida."

## Cancelamento
Em 2 de outubro de 2013 o site foi fechado pelo FBI. O administrador do site Ross Ulbricht foi preso em São Francisco. Ele era conhecido como Dread Pirate Roberts. Enfrentou acusações de lavagem de dinheiro, tráfico de drogas e invasão a computadores. Ele também teria contratado um matador de aluguel para assassinar um usuário do Silk Road  que ameaçara  revelar às autoridades as identidades dos administradores. No entanto, essa acusação foi retirada antes do seu julgamento. O Silk Road foi reaberto cerca de um mês depois e continuou a operar. Ulbricht foi preso em 29 de Maio de 2015 e condenado à prisão perpétua, sem possibilidade de obter liberdade condicional.

## Produtos
Em março de 2013, o site contava com 10.000 produtos à venda por fornecedores, dos quais 70% eram drogas. As drogas foram agrupadas sob os títulos: estimulantes, psicodélicos, prescrição, precursores, outros, opióides, ecstasy, dissociativos e esteróides / DEPs. Carteiras de motorista falsas também foram oferecidas para venda. Os termos de serviço do site proibiam a venda de certos itens. Quando o mercado do Silk Road começou, o criador e os administradores instituíram os termos de serviço que proibiam a venda de qualquer coisa cujo propósito fosse "prejudicar ou defraudar". Isso incluía pornografia infantil, cartões de crédito roubados, assassinatos e armas de qualquer tipo; Outros mercados da darknet, como o Black Market Reloaded, ganharam notoriedade para o usuário porque não eram tão restritivos nesses itens quanto as restrições do Silk Road. Também havia produtos legais e serviços para venda, tais como vestuário, arte, livros, cigarros, erótica, joias, e serviços de escrita. Um site irmão, chamado "The Armory", vendeu armas (principalmente armas de fogo) durante 2012, mas foi desativado devido à falta de demanda.
Os compradores puderam deixar avaliações dos produtos dos vendedores no site e em um fórum associado onde o crowdsourcing forneceu informações sobre os melhores vendedores e os piores golpistas. A maioria dos produtos era entregue pelo correio, com o guia do vendedor do site instruindo os vendedores a vedar a vácuo seus produtos para evitar a detecção.

## Vendas
Com base em dados de 3 de fevereiro de 2012 a 24 de julho de 2012, estima-se que US $ 15 milhões em transações foram feitas anualmente no Silk Road. Doze meses depois, Nicolas Christin, autor do estudo, disse em uma entrevista que um grande aumento no volume para "algo entre US $ 30 milhões e US $ 45 milhões" não o surpreenderia. Compradores e vendedores conduziram todas as transações com bitcoins (BTC), uma criptomoeda que fornece um certo grau de anonimato. Silk Road mantinha os bitcoins dos compradores em custódia até que o pedido fosse recebido e um mecanismo de cobertura permitia que os vendedores optassem pelo valor dos bitcoins mantidos em depósito para serem fixados ao seu valor em US $ no momento da venda para mitigar contra a volatilidade do Bitcoin. Quaisquer alterações no preço dos bitcoins durante o trânsito foram cobertas pelo Dread Pirate Roberts.
A denúncia publicada quando Ulbricht foi preso incluiu informações obtidas pelo FBI de uma imagem do sistema do servidor do Silk Road coletada em 23 de julho de 2013. Observou que: "De 6 de fevereiro de 2011 a 23 de julho de 2013 houve aproximadamente 1.229.465 transações concluídas. A receita total gerada por essas vendas foi de 9.519.664 bitcoins, e o total de comissões arrecadadas pela Silk Road pelas vendas foi de 614.305 bitcoins, o que equivale a US $ 1,2 bilhão em receita e US $ 79,8 milhões em comissões, com as atuais taxas de câmbio do Bitcoin....", de acordo com a reclamação de setembro de 2013, envolvendo 146.946 compradores e 3.877 vendedores. De acordo com os usuários de informação fornecidos no registro, 30% eram dos Estados Unidos, 27% escolheram ser "não declarados" e, além disso, em ordem decrescente de prevalência: Reino Unido, Austrália, Alemanha, Canadá, Suécia, França, Rússia, Itália e Holanda. Durante o período de 60 dias, de 24 de maio a 23 de julho, houve 1.217.218 mensagens enviadas pelo sistema de mensagens privadas da Silk Road.

## Sites semelhantes
O Farmer's Market era um site Tor similar ao Silk Road, mas que não usava bitcoins. Ele foi considerada uma "rota da Seda da proto", mas o uso de serviços de pagamento, como PayPal e Western Union, permitiu que as autoridades policiais rastreassem os pagamentos e, em seguida, foi fechado pelo FBI em 2012. Outros sites já existiam quando o Silk Road foi fechado e o The Guardian previu que estes assumiriam o mercado que o Silk Road anteriormente dominava.
Um site intitulado 'Atlantis', fechado em setembro de 2013, e o Project Black Flag, encerrado em outubro de 2013, roubaram os bitcoins de seus usuários. Em outubro de 2013, o site chamado Black Market Reloaded foi encerrado temporariamente depois que o código-fonte do site vazou. As quotas de mercado de vários locais sucessores do Silk Road foram descritas pelo The Economist em maio de 2015.

## Clube do livro
O Silk Road tinha um clube do livro baseado em Tor que continuava a operar após o fechamento do site inicial e até mesmo após a prisão de um de seus membros. Material de leitura incluiu teorias da conspiração e hackers de computador. Alguns dos títulos incluíam livros tradicionais, bem como livros como The Anarchist Cookbook e Defeating Electromagnetic Door Locks. A maioria dos títulos deste clube do livro eram pirateados. Este clube do livro ainda existe como um chat privado baseado em Tor.

## Sucessores diretos

### Silk Road 2.0
Em 6 de novembro de 2013, os administradores do Silk Road original relançaram um novo site, liderado por um novo pseudônimo Dread Pirate Roberts 2, e o nomearam como "Silk Road 2.0". O novo DPR2 recriou a configuração original do site e prometeu segurança aprimorada. Ele também tomou a precaução de distribuir cópias criptografadas do código-fonte do site para permitir que o site fosse rapidamente recriado no caso de outro desligamento.
Em 20 de dezembro de 2013, foi anunciado que três supostos administradores do Silk Road 2.0 haviam sido presos; dois desses suspeitos, Andrew Michael Jones e Gary Davis, foram nomeados como os administradores "Inigo" e "Libertas", que continuaram seus trabalhos no Silk Road 2.0. Nessa época, o novo Dread Pirate Roberts rendeu abruptamente o controle do site e congelou sua atividade, incluindo seu sistema de custódia. Um novo administrador temporário sob o nome de "Defcon" assumiu e prometeu trazer o site de volta ao funcionamento.
Em 13 de fevereiro de 2014, Defcon anunciou que as contas de custódia do Silk Road 2.0 haviam sido comprometidas por meio de uma vulnerabilidade no protocolo Bitcoin chamada "maleabilidade da transação". Enquanto o site permaneceu online, todos os bitcoins em suas contas de custódia, avaliados em US $ 2,7 milhões, foram roubados. Mais tarde foi relatado que a vulnerabilidade estava na função "Atualizar Depósitos" do site, e que os administradores do Silk Road usaram suas comissões sobre vendas desde 15 de fevereiro para reembolsar usuários que perderam dinheiro, com 50% das vítimas de hackers sendo completamente reembolsados a partir de 8 de abril.
Em 6 de novembro de 2014, autoridades do Federal Bureau of Investigation, Europol e Eurojust anunciaram a prisão de Blake Benthall, supostamente o proprietário e operador do Silk Road 2.0 sob o pseudônimo "Defcon", no dia anterior em San Francisco como parte da Operação Onymous. O criador do site relançado - um programador de computador inglês chamado Thomas White - também foi preso durante a mesma operação, mas sua prisão não foi divulgada até 2019 depois que ele foi preso. White se declarou culpado de acusações decorrentes da execução do site e foi condenado a cinco anos de prisão. Entre as acusações que White admitiu, estavam armazenar pornografia infantil, e registros de bate-papo recuperados pela polícia mostraram White discutindo a possibilidade de lançar um site para hospedar tal material.
Brian Farrel, um segundo no comando do Silk Road 2.0, foi condenado em 2016 a 8 anos de prisão.

### Outros
Após o fechamento do Silk Road 2.0 em novembro de 2014, o Diabolus Market renomeou-se para 'Silk Road 3 Reloaded' para capitalizar a marca. Em janeiro de 2015, o Silk Road Reloaded foi lançado no I2P com suporte a várias criptomoedas e restrições de listagem semelhantes ao mercado original do Silk Road. Este site também está extinto.

## Os defensores da venda de drogas na Dark Web
Meghan Ralston, ex-gerente de redução de danos da Drug Policy Alliance, disse que o Silk Road era "uma alternativa pacífica à violência muitas vezes fatal, tão comumente associada à guerra às drogas e às transações de rua, em particular". Os defensores do Silk Road e sites similares argumentam que comprar drogas ilegais da segurança de sua casa é melhor do que comprá-las pessoalmente de criminosos nas ruas.

## Casos legais relacionados ao Silk Road
Ross Ulbricht foi alegado pelo FBI como o fundador e proprietário do Silk Road e a pessoa por trás do pseudônimo "Dread Pirate Roberts" (DPR). Ele foi preso em 2 de outubro de 2013 em San Francisco às 15:15 na Glen Park Library, uma filial da Biblioteca Pública de San Francisco. Ulbricht foi indiciado sob a acusações de lavagem de dinheiro, hacking de computador, conspiração para traficar narcóticos, e a tentativa de ter seis pessoas mortas. Os promotores alegaram que Ulbricht pagou US $ 730.000 para cometer os assassinatos, embora nenhum dos assassinatos realmente tenha ocorrido. Ulbricht finalmente não foi processado por nenhuma das tentativas de assassinato alegadas.
O julgamento de Ulbricht começou em 13 de janeiro de 2015 no Tribunal Federal em Manhattan. Em 4 de fevereiro de 2015, o júri condenou Ulbricht de sete acusações, incluindo acusações de envolvimento em uma empresa criminosa em andamento, narcotráfico, lavagem de dinheiro e hacking de computadores. Ele enfrentou 30 anos de prisão perpétua. O governo também acusou Ulbricht de pagar pelos assassinatos de pelo menos cinco pessoas, mas não há provas de que os assassinatos foram realmente realizados, e as acusações nunca se tornaram acusações formais contra Ulbricht.
Em 29 de maio de 2015, Ulbricht recebeu cinco sentenças a serem cumpridas simultaneamente, incluindo duas de prisão perpétua sem a possibilidade de liberdade condicional. Ele também foi condenado a perder US $ 183 milhões. O advogado de Ulbricht na época, Joshua Dratel, disse que recorreria da sentença. Em 31 de maio de 2017, o Tribunal de Apelações dos Estados Unidos para o Segundo Circuito negou o recurso de Ulbricht e confirmou a sentença de condenação e prisão perpétua, em uma opinião escrita de autoria do juiz Gerard E. Lynch. A Suprema Corte se recusou a rever o caso.
Em 6 de novembro de 2014, como parte da Operação Onymous, o FBI prendeu Blake Benthall, um engenheiro de software de San Francisco, sob acusações de ser um dos administradores do Silk Road 2.0. Segundo a acusação, Benthall, sob o nome de usuário “Defcon”, teria ressuscitado o Silk Road depois que o site original foi fechado pelo FBI no ano passado e o seu suposto operador foi preso. Benthall, teria assumido o controle do site e, segundo as autoridades, também passou a ser o receptor exclusivo das comissões geradas pelas vendas algum tempo depois. Ele foi libertado em 21 de novembro de 2014. Em maio de 2019, uma reportagem do Vice revelou que o Departamento de Justiça está negociando uma barganha judicial pela qual Benthall cooperaria com os investigadores, e em troca ele responderia apenas por acusações fiscais e estaria livre de acusações mais graves.
Robert Faiella um operador da Bitcoin Exchange que havia se declarado culpado de fornecer US $ 1 milhão (em 2014) em bitcoins para que usuários do Silk Road pudessem realizar compras no site, foi condenado a quatro anos de prisão em 21 de janeiro de 2015. Faiella, que usava o apelido "BTCking", foi preso em janeiro de 2014 na Flórida e acusado de conspiração para cometer lavagem de dinheiro e operar um negócio de transação de dinheiro sem licença. Charlie Shrem, CEO do BitInstant e ex-vice-presidente da Fundação Bitcoin, foi condenado por lavagem de dinheiro a dois anos de prisão em dezembro de 2014. Segundo as autoridades, Shrem se associou a Faiella ao fornecer um grande volume de bitcoins com desconto, que Faiella usou para vender aos usuários do Silk Road. Além da prisão, ele também foi condenado a pagar US$ 950 mil em restituição ao governo americano.
Em março de 2015, Cornelius Jan Slomp, um cidadão neerlandês, foi condenado a 10 anos de prisão depois de se declarar culpado de acusações relacionadas a realização de 10 mil transações on-line de diversas drogas no valor de 385.000 bitcoins entre março de 2012 e agosto de 2013. Slomp que operava no site sob o nome de usuário "SuperTrips" estava cooperando com as autoridades desde a sua prisão em 2013.
Steven Lloyd Sadler, um programador residente em Bellevue, Washington que operava sob o pseudônimo "Nod" se declarou culpado de conspiração para distribuir cocaína, heroína e metanfetamina. Segundo a acusação, entre julho e outubro de 2013, Sadler havia vendido mais de 2.600 gramas de cocaína, quase 600 gramas de heroína e 105 gramas de metanfetamina. Ele estava cooperando com o governo até meses após sua aparição no tribunal em outubro de 2013, mas posteriormente ele deixou de cooperar. Em março de 2015, ele foi sentenciado a 5 anos de prisão. Ele fugiu para evitar o cumprimento da sentença.
Em maio de 2015 o ex-agente do serviço secreto americano Shaun Bridges foi condenado a 71 meses de prisão por roubar bitcoins de vendedores do Silk Road, ao mesmo tempo em que investigava o site. Em agosto de 2017, Bridges se declarou culpado de novas acusações de lavagem de dinheiro, e em novembro do mesmo ano ele foi condenado a mais dois anos de prisão. Em julho de 2015, Carl Mark Force IV um ex-agente da DEA destacado em Maryland se declarou culpado de acusações de lavagem de dinheiro, obstrução da justiça e "extorsão sob a cor do direito oficial". Force, que era membro da Força-Tarefa da Silk Road, foi condenado em outubro de 2015 a 78 meses de prisão e a pagar mais de U$ 330.000 em restituição.
Em 3 de junho de 2016 o juiz distrital Richard Jones, de Seattle, setenciou Brian Farrell, um residente de Bellevue, Washington a oito anos de prisão depois dele se declarar culpado em março de uma acusação de conspiração para distribuir heroína, cocaína e metanfetamina. Segundo os promotores, Farrell sob o apelido “DoctorClu”, era um membro da equipe do Silk Road 2.0 e supostamente atuava como o braço direito do administrador "Defcon". Ele estava preso desde janeiro de 2015.
Em 14 de abril de 2019 um tribunal de Liverpool, na Inglaterra, condenou Thomas White a 5 anos e 4 meses de prisão. White, um tecnologista e ativista da privacidade, havia se declarado culpado de tráfico de drogas, lavagem de dinheiro e de fazer imagens indecentes de crianças. Segundo um investigador da Agência Nacional de Crimes (NCA), White que usava o pseudônimo "DPR2" era o fundador e a principal pessoa chave do Silk Road 2.0. White foi preso em novembro de 2014, mas havia sido solto sob fiança, e o seu caso estava sob sigilo até então.
Em 25 de julho de 2019, Gary Davis, um cidadão irlandês, foi condenado a 78 meses de prisão em um tribunal de Nova Iorque por acusações relacionadas ao seu papel na equipe de moderadores do Silk Road entre maio e junho de 2013. Davis, que usava o codinome de "Libertas", havia sido preso na Irlanda em 2014 e foi extraditado para os Estados Unidos em julho de 2018.

## Mídia
- Deep Web - Em 15 de março de 2015, o diretor/roteirista Alex Winter estreou um filme baseado no Silk Road que conta a história da prisão de Ross Ulbricht.[80]

- Casefile True Crime Podcast - Caso 76: Silk Road (Partes 1, 2, 3) - exibido 10, 17, 24 de fevereiro de 2018